# ぱにっくちゃん
『ぱにっくちゃん』は、1997年8月8日に発売された、イマジニア開発・販売のセガサターン用恋愛アドベンチャーゲームである。
キャラクターデザインは木村貴宏。
本作の元となったマスコットキャラクターとしての「ぱにっくちゃん」についても記述する。

## 登場人物
ぱにっく
声 - 柳原みわ

とらぶる
声 - 長沢美樹

## マスコットキャラクターとしての「ぱにっくちゃん」
ぱにっくちゃんは、有限会社ぱにっくの経営していたアニメショップ（晩年にはネット通販店へ転化）「ぱにっく☆MEDIA MIX」のマスコットキャラクターとして生み出された。後に妹分のぱにぃちゃんも生み出され、共にオリジナルグッズが制作された。

## 関連書籍
- ぱにっくちゃん スペシャルガイドブック 毎日コミュニケーションズ ISBN 9784895637961 ※絶版
- ぱにっくちゃん シナリオ&設定資料集 新声社 ISBN 9784881993835 ※絶版